# Bronsdaelgroeve

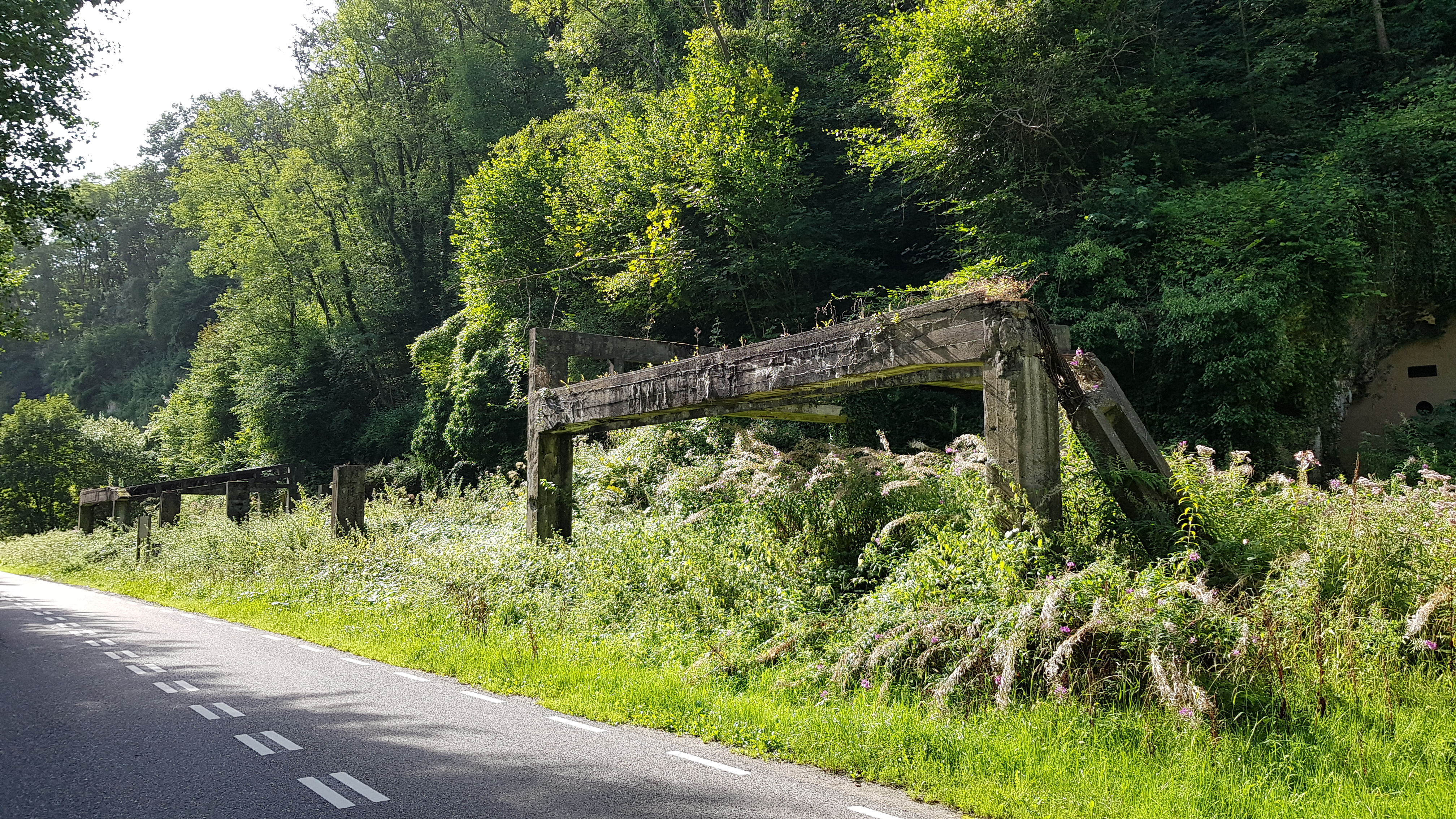
betonnen laadperron

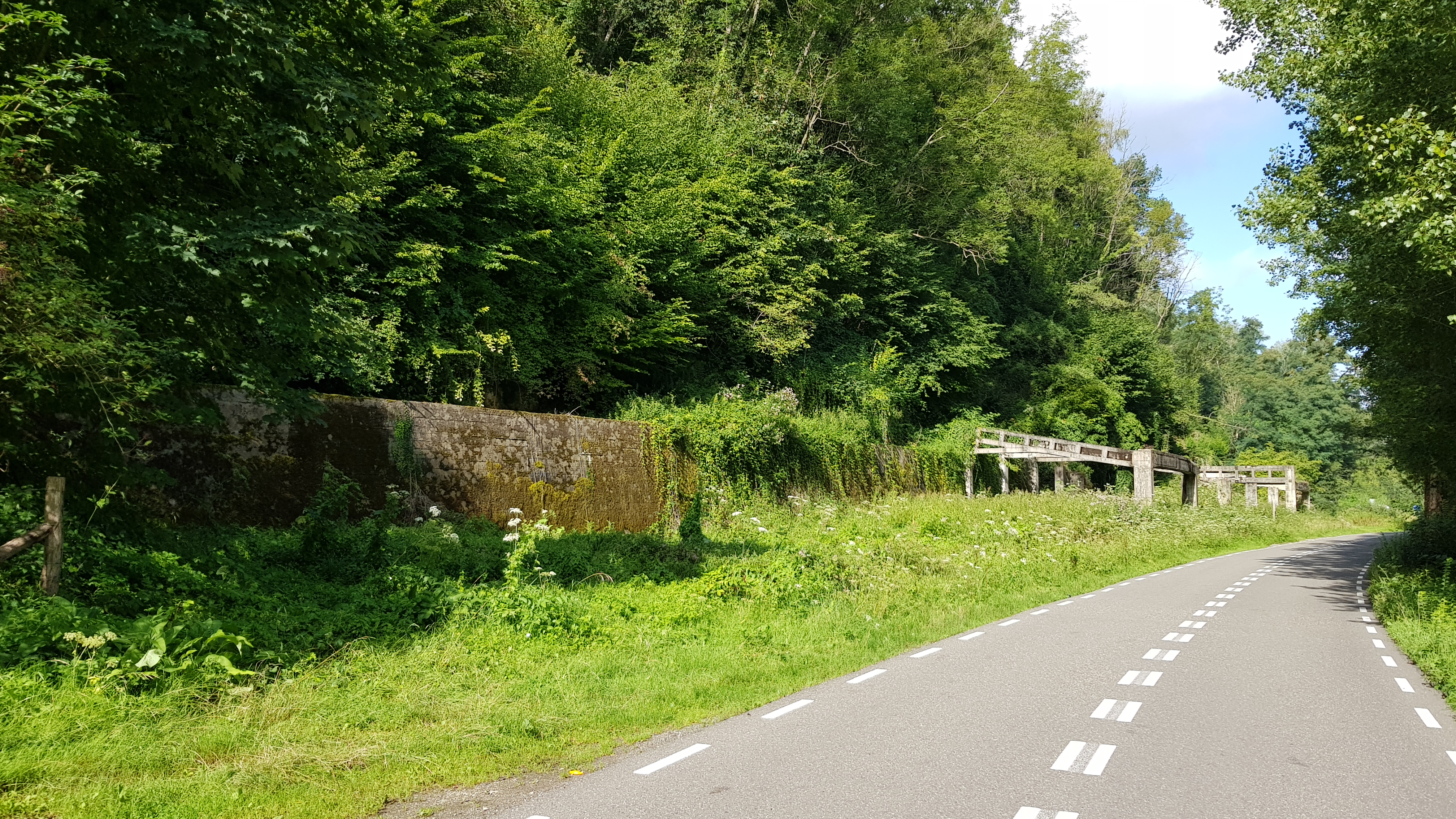

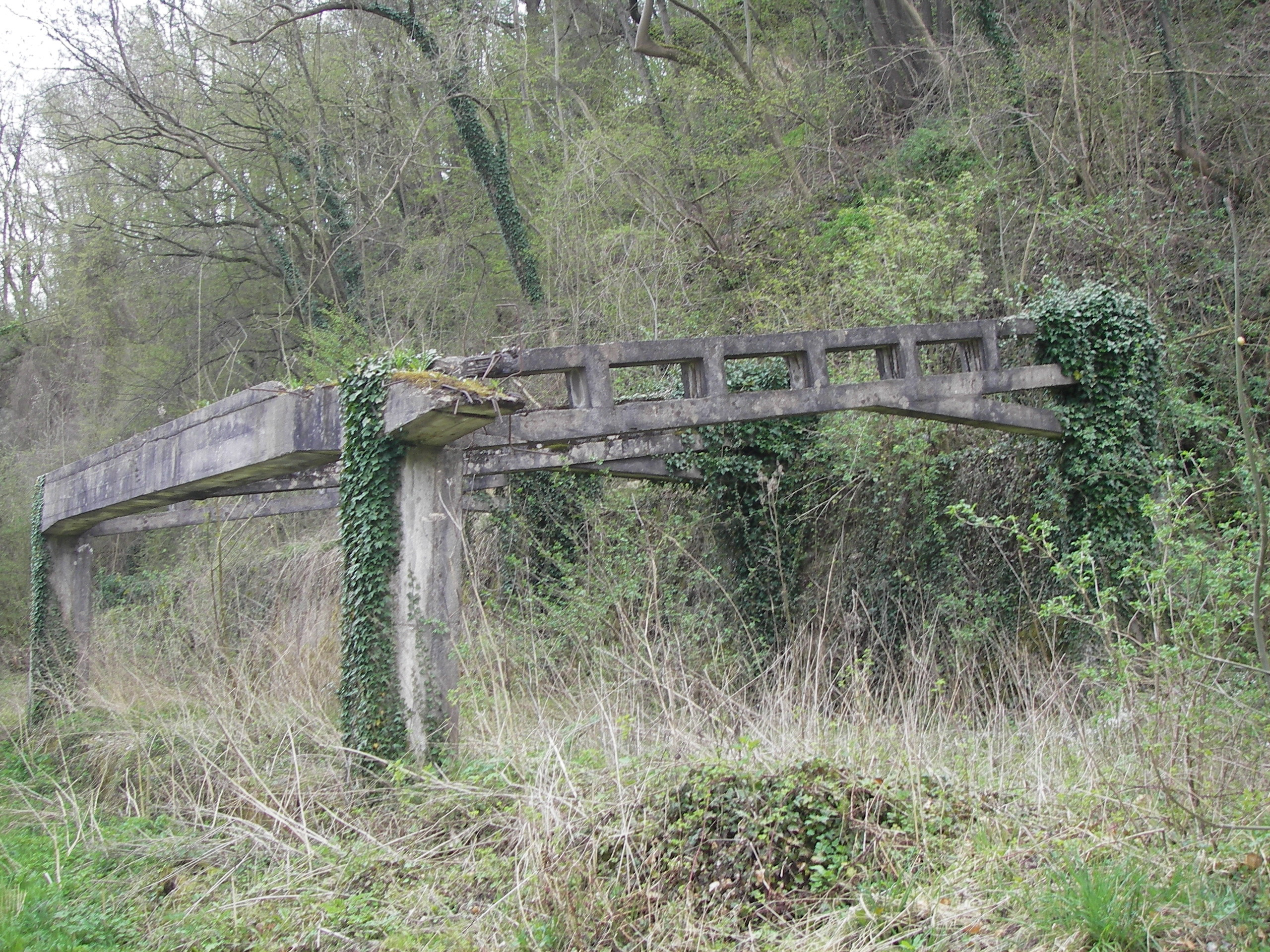
Detail van een betonnen laadperron

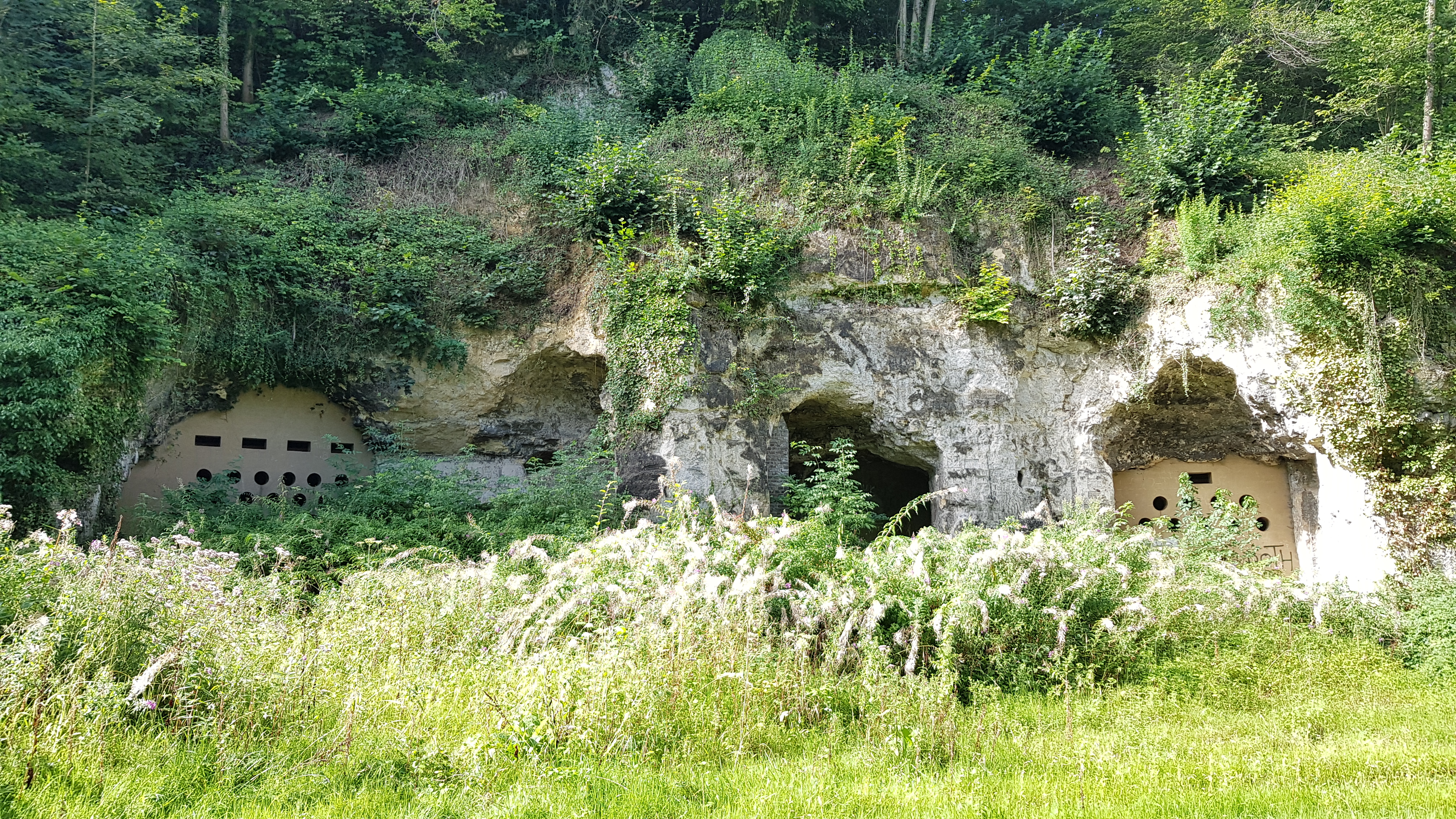
Bonsdalgroeve west

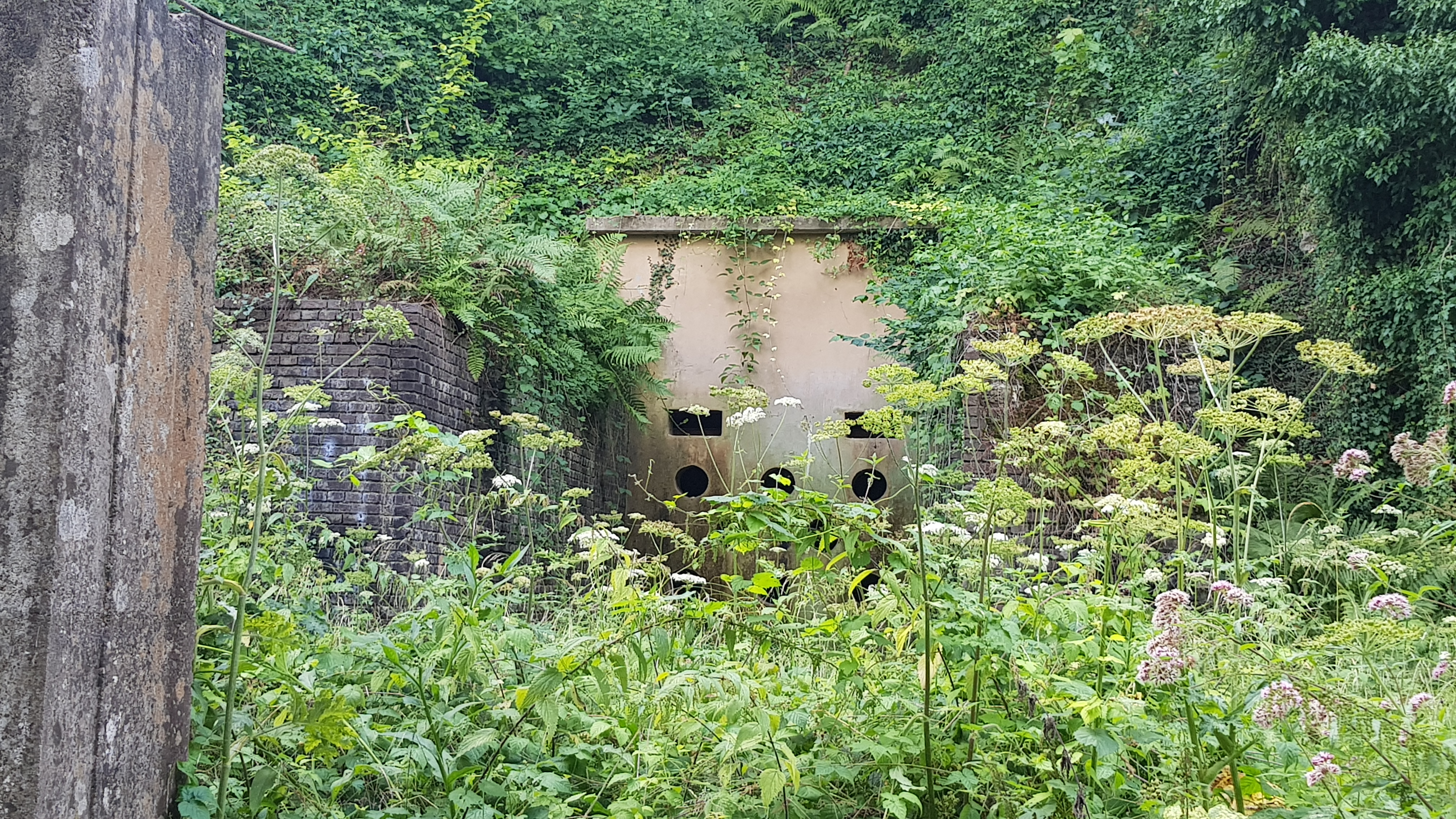
Kleine Bonsdalgroeve

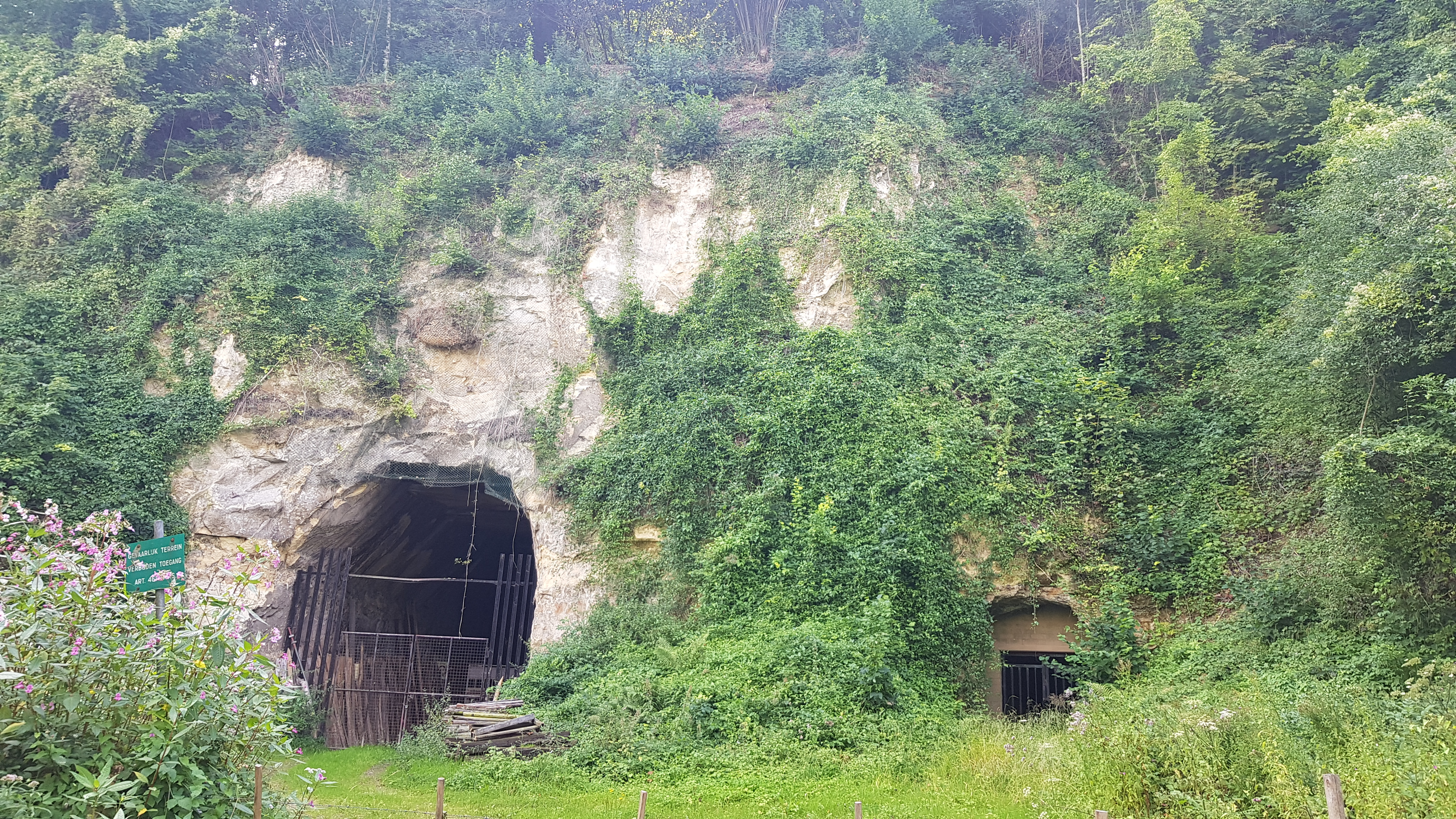
Ster van Parijs + Bonsdalgroeve oost

De Bronsdaelgroeve of Bonsdalgroeve is een oorlogsmonument en een Limburgse mergelgroeve in het Geuldal tussen Meerssen en Geulhem in de Nederlandse gemeente Valkenburg aan de Geul in Zuid-Limburg. De ondergrondse groeve ligt ten noordwesten van Geulhem onder een hellingbos aan de Geulweg. De groeve ligt aan de noordwestkant van het Plateau van Margraten in de overgang naar het Maasdal. In de omgeving duikt het plateau een aantal meter steil naar beneden.
Vlak bij de Bronsdaelgroeve ligt aan de westzijde ervan de tunnelingang van de Curfsgroeve. Op ongeveer 70 meter naar het westen ligt ook de Vlaberggroeve. Op ongeveer 250 en 300 meter naar het zuidoosten liggen de Slangenberggroeve en Mussenputgroeve.
Het oorlogsrelict bestaat uit een nog goed herkenbaar, deels ondergronds complex dat de Duitsers bouwden voor reparatie van vliegtuigmotoren.
Het complex is deels ondergronds aangelegd in een aantal grotere en kleinere mergelgroeven aan de voet van en omringd door hellingbossen langs de Geul.

## Geschiedenis
Voor 1600 werd de Bonsdalgroeve reeds aangelegd door blokbrekers.

### Aanleiding tot de bouw
In 1944 voerden de geallieerden zware bombardementen uit op Duitsland, met als doel de Duitse oorlogsindustrie lam te leggen. De Duitsers reageerden daarop door bomvrije werkplaatsen voor de Luftwaffe in te richten. Opdracht voor de bouw werd gegeven door het opperbevel van de Luftwaffe. Volgens de plaatselijke overlevering zouden hier de “Vergeltungswaffen” V-I en V-II zijn gefabriceerd. In feite ging het om een groot opgezette reparatiewerkplaats voor BMW-motoren voor bommenwerpers. Maandelijks zouden tweehonderd tot tweehonderdvijftig motoren worden gerepareerd.

### Bouw
Men heeft vanaf maart 1944 de groeven aangepast om ze geschikt te maken voor de huisvesting van oorlogsindustrie.
De leiding bij de bouw had de zogenaamde Organisation Todt, een belangrijk militair bouwbedrijf van het Derde Rijk. Deze zette ter plekke veel dwangarbeiders in uit onder andere de Noordoostpolder die waren opgepakt bij een razzia naar onderduikers.
Het complex was tamelijk omvangrijk. Men legde betonnen vloeren in de groeve, verhoogde de gangen en verstevigde de pilaren. Er waren werkplaatsen met in totaal 13.000 m² netto vloeroppervlak omvang, waarvan 9.200 m² ondergronds. In aangrenzende kleine groeven werden bomvrije werkplaatsen en een bomvrij benzinestation gebouwd.
Er was een volledig uitgeruste smalspoorverbinding die de werkplaats verbond met Meerssen en met de op enige afstand gelegen testfaciliteiten voor gerepareerde motoren. Daarbij hoorden een aantal laadperrons met hijskranen, een onderhoudswerkplaats voor voertuigen en zelfs een ondergrondse schuilplaats in de groeve De Ster van Parijs voor de locomotief van de smalspoorlijn. Verder werden de wegen in de omgeving en op het complex verbeterd en zelfs werd de spoorwegverbinding Maastricht – Aken vanwege dit project verbeterd en geschikt gemaakt voor zware transporten.
Het was de bedoeling dat men in ploegendiensten volcontinu zou gaan draaien. Amerikaanse eenheden namen echter op 15 september het gebied rond Meerssen in, toen de werkplaatsen in de Bonsdalgroeve nog maar gedeeltelijk waren afgebouwd en in gebruik genomen.

### Na de oorlog
In de 20e eeuw werd een deel van het complex gebruikt als champignonkwekerij.
In oktober 2020 wilden mensen een illegaal feest in de groeve organiseren. Tijdens de voorbereidingen klom een van hen over een hek en maakte toen een meters diepe val, waarna de hulpdiensten ingeroepen werden.

## Groeve
De Bronsdaelgroeve is een middelgrote groeve en heeft vier groeve-ingangen: Ster van Parijs, Bonsdalgroeve oost, Kleine Bonsdalgroeve en Bonsdalgroeve west.
- De Ster van Parijs is de meest oostelijke ingang en werd in 1944 aangelegd. De groeve bestaat uit een brede gang die 50 meter lang is.[3][2]
- De Bonsdalgroeve oost ligt vlak naast de Ster van Parijs, ten oosten van het betonnen complex.[3]
- De Kleine Bonsdalgroeve ligt met de ingang ongeveer in het midden van het betonnen complex. Deze heeft een gang van 30 meter lang en heeft enkele zijgangen.[3][2]
- De Bonsdalgroeve west is de meest westelijke ingang en ligt dicht bij de tunnelingang van de Curfsgroeve.[3]

## Andere ondergrondse oorlogsrelicten
De Bronsdaelgroeve is stellig een van de meest merkwaardige overblijfselen uit de Tweede Wereldoorlog in Limburg, maar het is lang niet het enige onderaardse oorlogsrelict uit de omgeving.
- Iets ten zuiden van Maastricht bouwden de Belgen bij Eben-Emael een bijzonder groot fort met ondergrondse schuilplaatsen dat als het sterkste ter wereld gold en de Duitse invasie had moeten stuiten.
- Nabij Kanne, in het Nederlandse deel van de Cannerberg bouwde de NATO een ondergrondse commandobunker met het oog op de Koude Oorlog, voor het geval die op een ‘hete’ zou uitdraaien.